# Revolver ljubezni
Revolver ljubezni je četrti studijski album velenjske rock skupine Res Nullius, izdan leta 2003 pri založbi Nika Records.

## Seznam pesmi
Vse pesmi je napisala skupina Res Nullius.
1. »Mi potujemo« – 2:54
2. »Pistoljero« – 3:45
3. »Nekje v Sloveniji« – 2:06
4. »Revolver ljubezni« – 3:17
5. »1000 milj do doma« – 2:51
6. »Dečko v belem« – 5:06
7. »Brez tebe« – 3:03
8. »Sama v snu« – 2:49
9. »Bič me biča« – 3:37
10. »Egi« – 5:47

## Zasedba

### Res Nullius
- Zoran Benčič — vokal
- Boštjan Senegačnik — kitara, klavir
- Boštjan Časl — bas kitara
- Janez Marin — bobni

### Ostali
- Cveto Polak — bas kitara
- Jani Sojč — orglice
- Jure Pukl — saksofon
- Aleš Uratnik — produkcija, snemanje, mastering
- Darja Drobnič, Marko Rebec, Robi Potočnik, Željko Nikačevič — spremljevalni vokali